# Нараївка (річка)
Нара́ївка — річка в Україні, у межах Перемишлянського району Львівської області (частково), Тернопільського району Тернопільської області та Івано-Франківського району Івано-Франківської області. Ліва притока Гнилої Липи (басейн Дністра).

## Опис
Довжина Нараївки 56 км, площа басейну 357 км². Долина у верхів'ї V-подібна, нижче переважно коритоподібна, є звужені каньйоноподібні ділянки. Ширина долини до 800—1200 м (у пониззі), глибина до 60—80 м і більше. Річище завширшки від 0,5 до 4—5 м, у нижній течії випрямлене; глибина 0,3—1,5 м. Похил річки 2,9 м/км. Споруджено ставки, особливо багато на північ від смт Більшівців.

## Розташування
Витоки розташовані на північний схід від села Подусів (Перемишлянський район). Річка тече переважно на південь спочатку територією Перемишлянського низькогір'я, далі — через Рогатинське та Бурштинське Опілля. Впадає у Гнилу Липу на південь від смт Більшівців.
Основні притоки:Раковиця, Грабовиця, Павлівка (ліві); 
Зелений, Уїздський Потік (праві).